# IC 356
IC 356 је спирална галаксија у сазвјежђу Жирафа која се налази на листи објеката дубоког неба у Индекс каталогу.
Деклинација објекта је + 69° 48' 43" а ректасцензија 4h 7m 46,3s. Привидна величина (магнитуда) објекта IC 356 износи 10,6 а фотографска магнитуда 11,4. Налази се на удаљености од 16,2 милиона парсека од Сунца. IC 356 је још познат и под ознакама UGC 2953, MCG 12-4-11, CGCG 327-15, ARP 213, IRAS 04025+6940, PGC 14508.